# Навели
Навѐли (на италиански: Navelli) е село и община в Южна Италия, провинция Акуила, регион Абруцо. Разположено е на 760 m надморска височина. Населението на общината е 564 души (към 2014 г.).